# Neostauropus nephodes
Neostauropus nephodes är en fjärilsart som beskrevs av West. 1932. Neostauropus nephodes ingår i släktet Neostauropus och familjen tandspinnare. Inga underarter finns listade i Catalogue of Life.